# NGC 5149
NGC 5149 (другие обозначения — UGC 8444, IRAS13238+3611, MCG 6-30-10, KUG 1323+361, ZWG 190.10, KCPG 375A, PGC 47011) — галактика в созвездии Гончие Псы.
Этот объект входит в число перечисленных в оригинальной редакции «Нового общего каталога».
В галактике вспыхнула сверхновая SN 2006by типа II, её пиковая видимая звездная величина составила 18,2.